# Sedna Planitia
Sedna Planitia es una gran área de tierras bajas de Venus, al sur de Ishtar Terra. Se eleva al sur de Lakshmi Planum, se extiende 3.570  km hasta Manzan-Gurme Tesserae, que lo separan de Bereghinya Planitia. Sus superficies serían anteriores a los relieves que rodean la meseta de Lakshmi. Se cree que está cubierto de lava y es similar a un mar lunar. Su nombre se deriva de la diosa del mar Sedna.